# Бикмуллин, Рафаэль Идеалович
Рафаэль Идеалович Бикмуллин (род. 12 июля 1997, Нижнекамск, Татарстан) — российский хоккеист, нападающий.

## Биография
Воспитанник нижнекамского «Нефтехимика». В сезоне 2014/15 дебютировал в команде МХЛ «Реактор». 16 февраля 2017 года в гостевом матче «Нефтехимика» против минского «Динамо» (1:2 Б) провёл первую игру в КХЛ. Играл также в командах ВХЛ «Ариада» Волжск (2016/17), «Молот-Прикамье» Пермь (2017/18), ЦСК ВВС Самара (2018/19 — 2019/20). 7 мая 2024 года подписал двухлетний контракт с «Ладой».